# Горње Равно
Горње Равно је насељено мјесто у Босни и Херцеговини, у општини Купрес, које административно припада Федерацији Босне и Херцеговине. Према попису становништва из 1991. у насељу је живјело 235 становника.

## Становништво
| Националност       | 1991.        |
| Срби               | 233 (99,14%) |
| Хрвати             | 1 (0,42%)    |
| остали и непознато | 1 (0,42%)    |
| укупно             | 235          |

| Демографија | Демографија | Демографија |
| Година      | Становника  | Становника  |
| ----------- | ----------- | ----------- |
| 1961.       | 326         |             |
| 1971.       | 309         |             |
| 1981.       | 282         |             |
| 1991.       | 235         |             |